# Marisol (attrice)
Josefa Flores González, nota come Marisol o come Pepa Flores (Malaga, 4 febbraio 1948), è un'attrice e cantante spagnola.

## Vita privata
Si è sposata una prima volta nel 1969 con Carlos Goyanes, da cui ha divorziato nel 1975. Dal 1982 al 1986 è stata sposata con l'attore Antonio Gades. Ha avuto tre figlie, tra cui l'attrice María Esteve.
Nel 1985 si è ritirata dalle scene.

## Filmografia parziale

### Cinema
- Marisol la piccola madrilena (Un rayo de luz), regia di Luis Lucia (1960)
- Ha llegado un ángel, regia di Luis Lucia (1961)
- Marisol contro i gangster (Tómbola), regia di Luis Lucia (1962)
- Marisol rumbo a Río, regia di Fernando Palacios (1963)
- La historia de Bienvenido, regia di Augusto Fenollar (1964)
- La nueva Cenicienta, regia di George Sherman (1964)
- Búsqueme a esa chica, regia di Fernando Palacios e George Sherman (1964)
- Las 4 bodas de Marisol, regia di Luis Lucia (1967)
- El taxi de los conflictos, regia di Antonio Ozores e José Luis Sáenz de Heredia (1969)
- Carola de día, Carola de noche, regia di Jaime de Armiñán (1969)
- L'altra casa ai margini del bosco (La corrupción de Chris Miller), regia di Juan Antonio Bardem (1973)
- Una partita a tre (La chica del Molino Rojo), regia di Eugenio Martín (1973)
- Los días del pasado, regia di Mario Camus (1977)
- Bodas de sangre - Nozze di sangue (Bodas de sangre), regia di Carlos Saura (1981)
- Carmen story (Carmen), regia di Carlos Saura (1983)
- Caso cerrado, regia di Juan Caño Arecha (1985)

### Televisione
- Proceso a Mariana Pineda - miniserie TV, 5 episodi (1984)

## Premi
- Medallas del Círculo de Escritores Cinematográficos
  - 2016: "Premio alla carriera"
- Premi Goya
  - 2020: "Premio alla carriera"
- Fotogramas de Plata
  - 1962: "Mejor intérprete de cine español" (Ha llegado un ángel)
- Festival internazionale del cinema di Karlovy Vary
  - 1978: "Best Actress" (Los días del pasado)